# Masyu

Un esempio di Masyu

La soluzione dello schema precedente

Masyu (ましゅ Mashū; traducibile con "cattiva influenza") è un gioco di logica inventato e pubblicato per la prima volta dalla rivista giapponese Puzzle Communication Nikoli, con lo scopo di presentare un puzzle che non prevedesse l'uso di numeri o lettere, ma mantenesse un certo livello di estetica e profondità.

## Regole
Il campo di gioco del Masyu è una griglia rettangolare suddivisa in quadrati, alcuni dei quali possono contenere dei cerchi. Ogni cerchio può essere bianco oppure nero.

L'obbiettivo del gioco è tracciare una linea chiusa, continua e non intersecante che tocchi in modo appropriato tutti i cerchi presenti nella griglia. Devono essere inoltre soddisfatte le seguenti regole: nelle caselle con i cerchi bianchi il percorso deve procedere in maniera rettilinea, ma deve curvare nella casella immediatamente precedente e/o successiva; nelle caselle con cerchi neri, al contrario, il percorso deve curvare di novanta gradi per poi procedere rettilineo nelle caselle precedente e successiva.
Possono essere previste alcune varianti per rendere il gioco più complesso. Nella griglia di gioco possono essere presenti, totalmente o solo in parte, cerchi grigi: al giocatore è dato il compito di determinare quali di essi si comportano come cerchi bianchi e quali come cerchi neri. Il diagramma può essere toroidale – ovvero con i bordi inferiore e superiore, così come il bordo sinistro e quello destro, “incollati” tra loro, in modo da consentire continuità del percorso attraverso i lati della griglia – oppure suddiviso in regioni nelle quali è richiesto che il percorso cambi direzione almeno una volta.

## Storia
La prima versione del puzzle apparve per la prima volta nel numero 84 della rivista giapponese Puzzle Communication Nikoli, specializzata nella pubblicazione di giochi di logica, sotto il nome di Shinju no Kubikazari (真珠の首飾り, traducibile come "collana di perle"). Il puzzle, in origine, conteneva solo cerchi bianchi: i cerchi neri vennero introdotti nel numero 90 della medesima rivista, e per l'occasione il gioco venne rinominato Shiroshinju Kuroshinju (白真珠黒真珠, "perle bianche e perle nere"). Questo miglioramento ha conferito maggiore profondità al puzzle e ha aumentato la sua popolarità.